# Markus Raetz

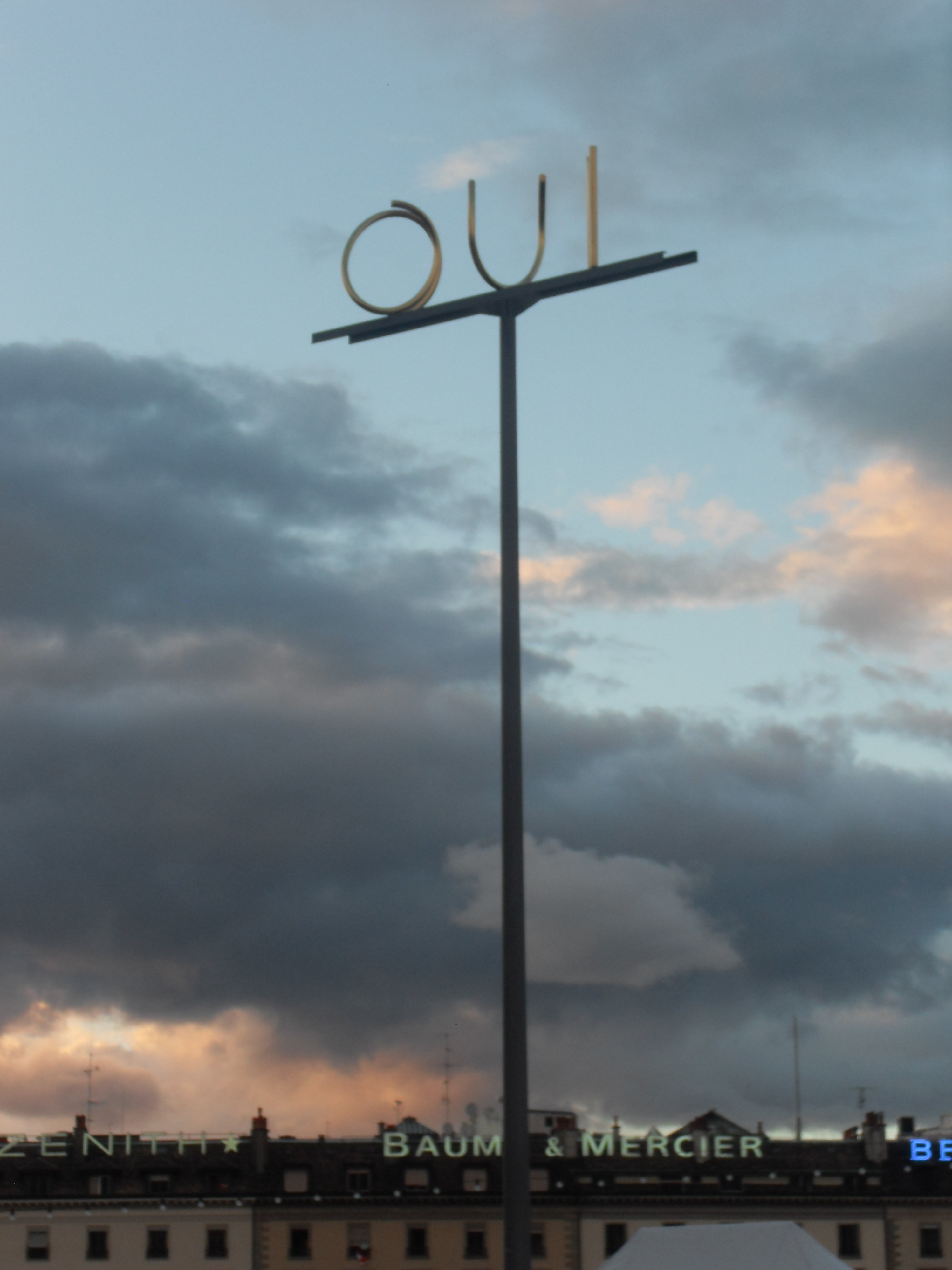
Una scultura di Raetz a Ginevra, vista da un'angolazione dalla quale sembra rappresentare un "oui" ("sì").

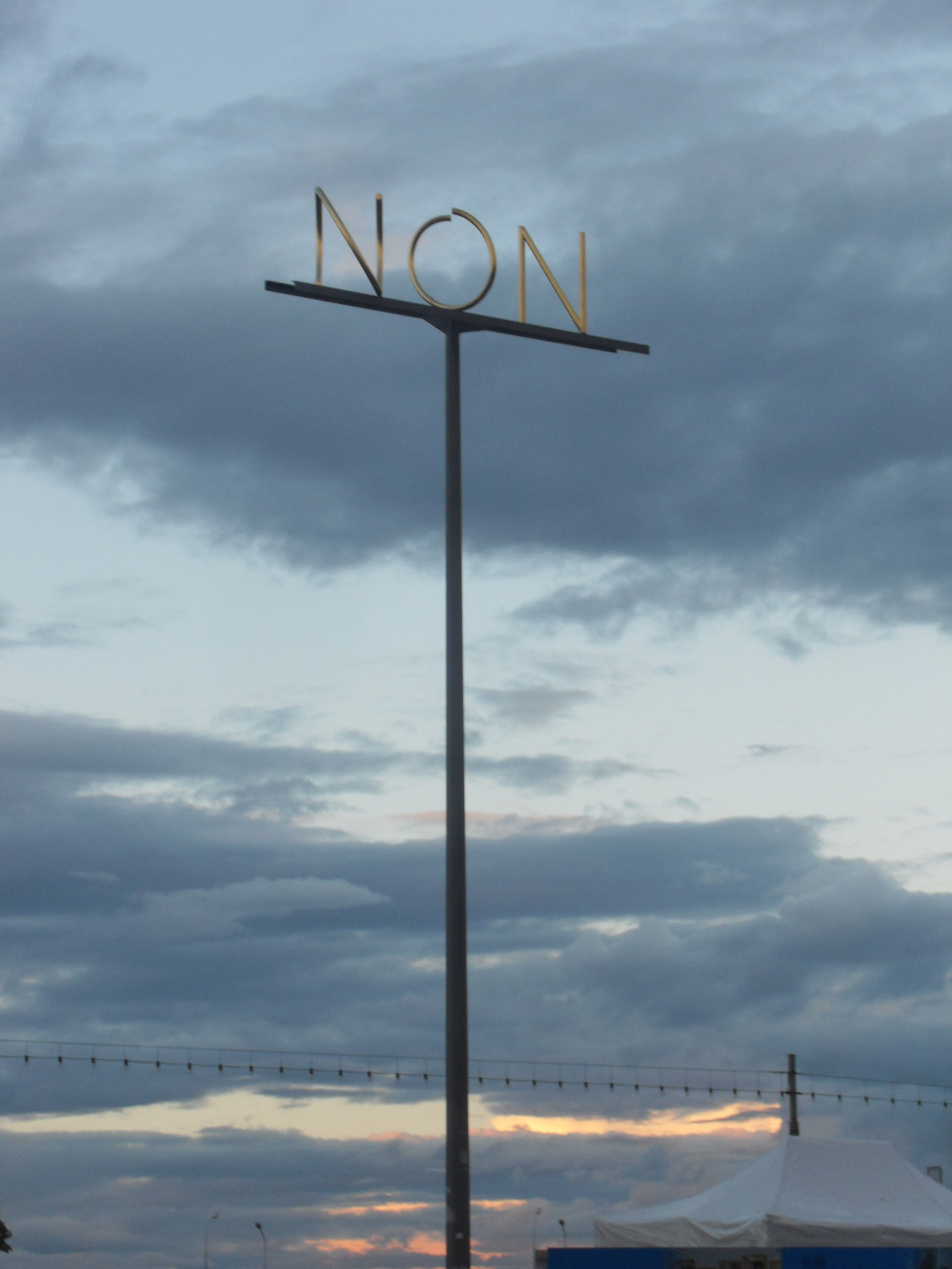
La stessa scultura vista da un'altra angolazione, dalla quale sembra invece rappresentare un "non" ("no").

Markus Raetz (Büren an der Aare, 6 giugno 1941 – Berna, 14 aprile 2020) è stato un pittore, illustratore e scultore svizzero.

## Biografia
Nato a Büren an der Aare, vicino a Berna, Raetz si formò come insegnante e insegnò alle scuole elementari fino al 1963, quando intraprese la carriera di artista, durante la quale visse in città quali Berna, Amsterdam, Carona (Canton Ticino) e Berlino. Nel 1979 sposò Monika Müller, dalla quale ebbe una figlia, Aimée.
A partire dagli anni sessanta, Raetz realizzò numerose opere, tra cui più di 30.000 disegni. Tra gli anni sessanta e i settanta, la sua opera fu incentrata sul disegno e sulla pittura, mentre tra gli anni ottanta e i novanta egli creò principalmente sculture, iniziando nel 1984 con la scultura intitolata Der Kopf, situata nel Merian Park di Basilea.
Raetz esibì le sue opere nell'ambito di numerose mostre internazionali, tra cui le documenta 4, 5 e 7. Alcune sono conservate in collezioni pubbliche, tra cui il Museum of Modern Art a New York, lo Schaulager e il Kunstmuseum Basel a Basilea, il Museum für Moderne Kunst a Francoforte e il Kunstmuseum Bern a Berna. 
Raetz fu premiato con un Gerhard-Altenbourg-Preis nel 2004 e con un Prix Meret Oppenheim nel 2006.

## Stile
Il tema principale del suo lavoro è la natura della percezione: il fulcro delle sue opere, infatti, non è in ciò che queste rappresentano, bensì su come queste vengono percepite. Spesso tali opere richiedono l'interazione dello spettatore, e possono essere comprese solo se viste in movimento o da particolari angolazioni.